# Daniel Frohman
Daniel Frohman (22 août 1851 - 26 décembre 1940) est un producteur et directeur de théâtre et un des premiers producteurs de cinéma américain.

## Biographie
Daniel Frohman est né à Sandusky en Ohio. Dans sa jeunesse il travailla comme commis au New-York Tribune, et à ce moment il fut témoin de la fusillade du reporter Albert D. Richardson par Daniel McFarland le 25 novembre 1869, et il assista également au procès de l'assassin McFarland.
Avec ses frères Charles et Gustave Frohman, il contribua à développer un système de « tournée » théâtrale qui circulait à travers le pays pendant que la pièce se jouait à New York. Il fut le directeur et producteur du Lyceum Theatre de Broadway et de son répertoire théâtral de 1887 à 1909. Pendant cette période il lança la carrière de plusieurs acteurs comme E. H. Sothern, Henry Miller, William Faversham, Maude Adams, Richard Mansfield et James Keteltas Hackett.
Frohman commença à s'intéresser au marché du cinéma en tant que partenaire et  producteur de film avec Adolph Zukor, cofondateur de la Paramount Pictures, dans la Famous Players Film Company. Il travaillait depuis ses bureaux de la 26e rue à New York, entre 1913 et 1917 il prit part à la production de plus de soixante-dix films.
Il mourut en 1940, et fut enterré au cimetière Union Field de Ridgewood près de son frère Charles qui mourut en 1915 du naufrage du RMS Lusitania.
Daniel Frohman fut marié à l'actrice Margaret Illington, qui épousa Edward Bowes après leur divorce.